# Zombi (joc video din 1986)
Zombi este un joc video de acțiune și aventură bazat pe pictograme. A fost primul joc publicat de Ubisoft, fiind lansat în 1986. A fost programat de Yannick Cadin și S. L. Coemelck, cu grafică de Patrick Daher și muzică de Philippe Marchiset.

## Gameplay
O aventură de acțiune la persoana întâi, împrumută foarte mult din filmul lui George A. Romero Dimineața morților: patru protagoniști care explorează un centru comercial plin de zombi, magazine de arme, scări rulante și camioane folosite pentru a bloca intrările. Dacă starea de sănătate a unui personaj se epuizează, se transformă într-un zombi, care se mișcă apoi prin camera în care au murit. Zombii pot fi uciși fie prin numeroase împușcături în corp, fie printr-o singură lovitură în cap. Personajele sunt numite după creatorii jocului.

## Portare
Jocul a fost relansat în 1990, cu porturi dezvoltate pentru ZX Spectrum (de Geoff Phillips, Colin Jones și Steve Chance), Commodore 64 (Jean Noel Moyne, Laurent Poujoulat, Jean Francois Auroux),  Amiga (Alexander Yarmitsky),  Atari ST⁠(d) și DOS (Yannick Cadin).

## Recepție
Versiunea ZX Spectrum a fost premiată cu un scor de 87% de către revista Sinclair User și 77% de către Your Sinclair, ambii recenzori au fost impresionați de atmosfera captivantă.
CU Amiga a acordat versiunii Amiga a jocului un rating de 85%, în timp ce revista germană Amiga Joker i-a dat 69%.
Zzap!64⁠(d) a acordat versiunii Commodore 64 a jocului un rating de 72%. Recenzorul a spus că modul de joc este depășit și este foarte asemănător cu Catch 23, un joc ZX Spectrum din 1987.